# Călin Popescu-Tăriceanu

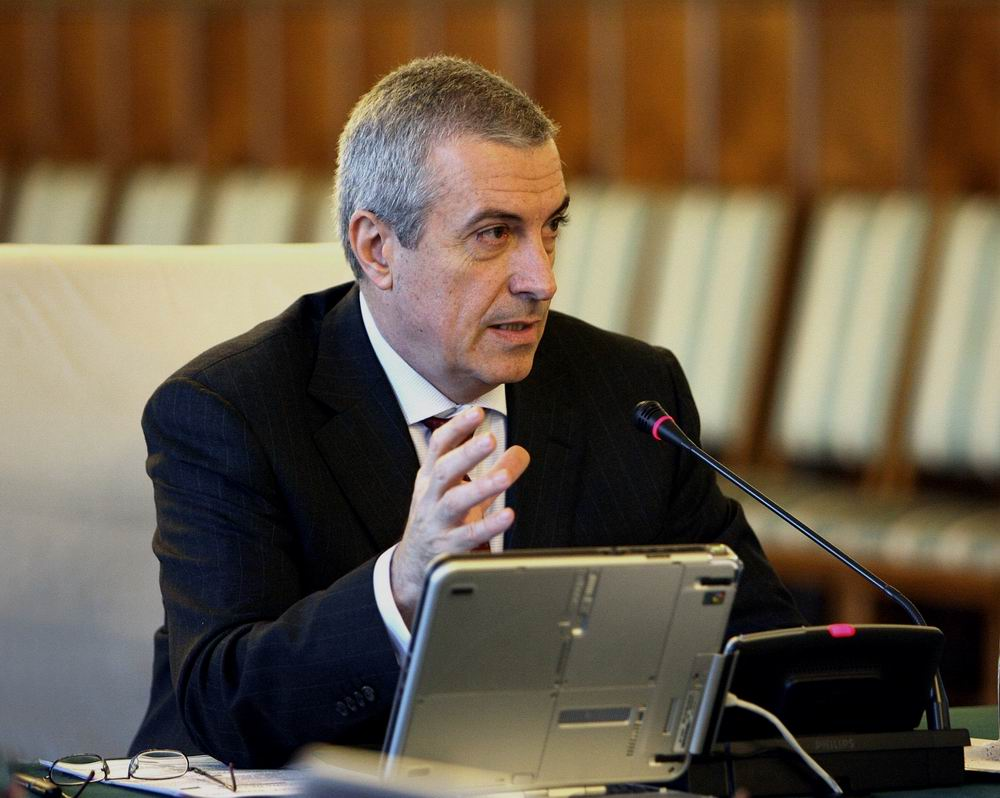
Călin Popescu-Tăriceanu, 2007

Călin Popescu-Tăriceanu (/kə'lin kɔŋstaŋ'tin aŋ'ton pɔ'pesku təri'tʃja:nu/) (Boekarest, 14 januari 1952), is een Roemeens politicus. Van 28 december 2004 tot 22 december 2008 was hij premier van Roemenië. Tussen 10 maart 2014 en 3 september 2019 was hij voorzitter van de Senaat van Roemenië.
Călin Popescu-Tăriceanu studeerde in 1976 af als hydrotechnisch ingenieur. In 1981 studeerde hij als doctor in de wiskunde af aan de Universiteit van Boekarest. In 1990 werd hij lid van de Nationaal-Liberale Partij (PNL), maar stapte in 1993 over naar de Liberale Partij 1993 (PL'93). Deze overstap was echter van korte duur en hij keerde later weer naar de PNL. Van 1996 tot 1997 was hij minister van Industrie en Handel onder premier Victor Ciorbea en van 1996 tot 2004 was hij voor de PNL lid van de Kamer van Afgevaardigden (tweede kamer van het Roemeense parlement). Van 2000 tot 2004 was hij vicevoorzitter van de PNL-fractie en was hij vicevoorzitter van de kamerfractie Begrotingen, Financiën en Verzekeringen. Van 2004 tot 2009 was hij voorzitter van de PNL.
Bij de parlementsverkiezingen van 28 november 2004 lukte het Popescu-Tăriceanu's Alliantie van Recht en Waarheid, een verbond van de Nationaal-Liberale Partij en de Democratische Partij, niet de grootste partij in de Kamer van Afgevaardigden en de Senaat. De Alliantie verkreeg 31,5% van de stemmen in de Kamer van Afgevaardigden en 31,8% in de Senaat. De sociaaldemocratische en conservatieve Nationale Unie PSD + PUR verkreeg 36,8% van de stemmen in de Kamer en 37,2% van de stemmen in de Senaat. Op 25 december 2004 stapte de Conservatieve Partij (PUR) echter uit de Nationale Unie en sloot een verbond met de Alliantie. Ook de Democratische Unie van Hongaren in Roemenië sloot een verbond met de Alliantie aan. Popescu-Tăriceanu vormde daarop een regering bestaande uit de Alliantie van Recht en Waarheid, de Conservatieve Partij en de Democratische Unie van Hongaren in Roemenië. Op 29 december 2004 kreeg het kabinet het vertrouwen van het parlement en ging van start.
Op 7 juli 2005 diende het kabinet zijn ontslag in bij president Traian Băsescu, omdat het Constitutioneel Hof een aantal wetten om het rechterlijk systeem te hervormen had verworpen. President Bǎsescu was blij met het ontslag van de regering, omdat hij nu mogelijkheid zag nieuwe verkiezingen uit te schrijven in de hoop dat de Alliantie van Recht en Waarheid een meerderheid zou bepalen in het parlement. De coalitiepartners, de Conservatieven en de Democratische Unie, waren echter tegen het ontslag, omdat ze bang waren zetels te verliezen bij nieuwe verkiezingen. Ook premier Popescu-Tǎriceanu was eigenlijk tegen het ontslag. Op 19 juli trok Popescu-Tăriceanu het ontslag van zijn kabinet weer in. Sindsdien waren de betrekkingen tussen premier en president gespannen. Na de verkiezingsnederlaag van 30 november 2008 belandde zijn partij in de oppositie. Hij werd als premier opgevolgd door Emil Boc van de Democratische Partij.
Tijdens het premierschap van Popescu-Tǎriceanu vonden er in juli 2005 grote overstromingen in Roemenië plaats.
Tijdens de rellen rond de Mohammed cartoons in het voorjaar van 2006 riep premier Popescu-Tăriceanu op tot respect en zei hij het geweld in de Arabische wereld te betreuren.
Na de val van het tweede kabinet van Emil Boc en de succesvolle motie van wantrouwen tegen het kabinet van Mihai Răzvan Ungureanu kreeg het USL (Uniunea Social Liberală), een alliantie tussen PNL, PC, UNPR en de PSD, regeringsverantwoordelijkheid in het kabinet van Victor Ponta (PSD). Na iets meer dan een jaar trok de PNL zich in februari 2014 terug uit de USL en daarmee uit het kabinet. Călin Popescu-Tăriceanu was het niet eens met deze beslissing van zijn partij en besloot daarop uit de partij te stappen. Hij ging verder als onafhankelijk lid van de Senaat. Na het aftreden van Crin Antonescu als Senaatsvoorzitter, werd hij met steun uit de partijen van de regeringscoalitie tot nieuwe Senaatsvoorzitter gekozen. Daarna richtte hij zijn eigen partij, de Hervormde Liberale Partij (Partidul Liberal Reformator / PLR) – geen verwijzing naar protestants christelijke gronden) – op waarbij zich ook enkele PNL leden aansloten. Een jaar later in 2015, fuseert de PLR met de Conservatieve Partij van Daniel Constantin tot ALDE. Het voorzitterschap van de nieuwe partij werd aanvankelijk tussen de beide partijleiders gedeeld maar in 2017 komt het tot een breuk en werd Daniel Constantin uit de partij gezet.

## Privé
Călin Popescu-Tăriceanu trouwde in november 2013 met Loredana Moise, hij was daarvoor al drie keer getrouwd geweest en heeft twee zoons uit deze eerdere huwelijken. Op 22 december 2014 kreeg hij een dochter.